# Жабер
Жабер (бел. Жабер) — деревня на севере Дрогичинского района Брестской области Белоруссии, относится к Хомскому сельсовету. Расположена в шести километрах от центра сельсовета — Хомска, на левом берегу реки Ясельда, рядом водохранилище (озеро) «Жабер» площадью 83 га. Население — 42 человека (2019).

## История
Деревня известна по земляным укреплениям замка Вишневецких, находившихся на её территории в начале XVIII века и занятыми шведами во время Северной войны, Здесь также была крепость. Валы бывшего замка Вишневецких были построены в XVI—XVII вв..
С 1795 года деревня в составе Российской империи, относилась к Кобринскому уезду Слонимской губернии, а с 1797 года — Литовской губернии, затем с 1801 года — Гродненской губернии.
В первую мировую войну в 1915—1918 годах, была оккупирована кайзеровской Германией, а в 1919—1920 годах войсками Польши. С 1921 по 1939 годах в составе Дрогичинского повета Полесского воеводства Польши. С 1939 года в составе БССР Советского Союза.

## Достопримечательность
- Валы бывшего замка Вишневецких (XVI—XVII вв.)
- Поселение раннего железного века (VI век до н. э. — VIII век н. э.)